# Dragiżewo
Dragiżewo (bułg. Драгижево) – wieś w Bułgarii, w obwodzie Wielkie Tyrnowo, w gminie Laskowec. W 2024 roku liczyła 844 mieszkańców.

## Osoby związane z miejscowością

### Urodzeni
- Makarij Newrokopski (1876–1934) – bułgarski duchowny